# Malá Ida
Malá Ida és un poble i municipi d'Eslovàquia. Es troba a la regió de Košice, a l'est del país.

## Història
La primera referència escrita de la vila data del 1247.

## Demografia
| Godina             | 1994 | 2004    | 2014    | 2024    |
| ------------------ | ---- | ------- | ------- | ------- |
| Nombre de persones | 831  | 1187    | 1477    | 2010    |
| Diferència         |      | +42,83% | +24,43% | +36,08% |

| Godina             | 2023 | 2024   |
| ------------------ | ---- | ------ |
| Nombre de persones | 1972 | 2010   |
| Diferència         |      | +1,92% |